# Рамон (футболист)
Рамо́н О́сни Море́йра Ла́же (порт. Ramón Osni Moreira Lage; 24 мая 1988, Нова-Эра, Минас-Жерайс) — бразильский футболист, полузащитник.

## Биография
Рамон начал свою профессиональную карьеру в бразильском клубе «Атлетико Минейро». В 2006 году перешёл в «Коринтианс», где провёл один сезон. В 2007 году заключил контракт с московским ЦСКА, за который дебютировал в матче против московского «Спартака» в рамках Кубка Первого канала, забив один гол. Бразилец взял себе 5-й номер, под которым ранее выступал Сергей Семак, кумир армейских болельщиков. Неплохо начавшийся сезон-2007 был испорчен травмами. Единственный гол за ЦСКА в еврокубках забил 4 декабря 2008 года в ворота французского клуба «Нанси». В чемпионате России — «Локомотиву».
13 августа 2009 года был отдан в аренду в самарские «Крылья Советов». Затем, в январе 2010 года, на тех же условиях перебрался в бразильский «Фламенго».
В декабре 2010 года Евгений Гинер сказал о бразильце: «Рамон, думаю, закончил с футболом. Его приоритеты оказались иными. Талантливый футболист. Но, как и многие талантливые, такие заканчивают у пивного ларька и рассказывают, где они и как играли. Он выбрал такой путь, это его право».
В начале 2011 года был арендован бразильским клубом «Баия», но 3 мая совет директоров клуба расторг контракт с ним, так как он чувствовал себя в команде некомфортно. В 2012 отдан в аренду в бразильский клуб «Боавишта», выступающий в высшем дивизионе чемпионата штата Рио-де-Жанейро. В конце февраля 2012 года был арендован бразильским клубом «Наутико». Соглашение было рассчитано до конца сезона. После окончания контракта с ЦСКА перешёл в японский клуб «Консадоле Саппоро».
В январе 2013 года Рамон подписал договор с клубом четвёртого бразильского дивизиона «Ремо».
В феврале 2015 года Рамон подписал контракт с клубом «Араша».

## Награды
- Серебряный призёр чемпионата России: 2008.
- Бронзовый призёр чемпионата России: 2007.
- Обладатель Суперкубка России: 2007, 2009
- Обладатель Кубка Первого канала 2007.
- Вице-чемпион мира в составе юношеской сборной Бразилии до 17 лет (2005).
- Чемпион Южной Америки в составе юношеской сборной Бразилии до 17 лет (2005).

## Статистика выступлений за ЦСКА
По состоянию на 12 марта 2010 года
| Соревнование      | Игры | Голы | ЖК | КК |
| ----------------- | ---- | ---- | -- | -- |
| Чемпионат России  | 25   | 2    | 2  | 0  |
| Кубок России      | 2    | 0    | 1  | 0  |
| Суперкубок России | 2    | 0    | 0  | 0  |
| Еврокубки         | 6    | 1    | 1  | 0  |
| Всего             | 35   | 3    | 4  | 0  |